# 洛林号战列舰 (德国)
洛林号战列舰为德意志帝国海军所建造的五艘不伦瑞克级前无畏战列舰的最后一艘，于1902年12月开始铺设龙骨、1904年5月下水，至1906年5月交付使用。它得名于当时的德意志帝国领地洛林，即今法国洛林地区。装备有四门280毫米40倍径速射炮，最高速度为18節（33每小時）。如同世纪之交建造的所有其他前无畏舰一样，随着英国革命性的无畏号于1906年下水，洛林号很快便被淘汰；因此，它在公海舰队中的运用十分有限。
洛林号在和平年代的役期主要专注于跟随第二战列分舰队参加分舰队和舰队的操练以及前往海外港口的训练巡航。它原定于1914年7月退出服役，并由更新的无畏舰接替，但当月第一次世界大战的爆发打断了这一计划。战争的头两年，该舰主要在德意志湾担任警戒舰。1914年12月，洛林号携第二分舰队余部与公海舰队的无畏舰一同，对突袭斯卡布罗、哈特尔浦及惠特比的行动提供了支援。至1916年，由于舰况不佳，它于2月撤出了舰队服役。此后，洛林号被派往丹尼斯海峡巡逻，直至1917年9月被汉诺威号战列舰取代。在战争余下的时间里，它只能充当一艘被解除武装的训练舰。
战后，洛林号获重组后的魏玛国家海军保留，并被改装为浅层扫雷艇的供应母舰。1920年3月，它完成了清除北海战时雷区的任务，被列入预备役。该舰在接下来的十年里一直处于闲置状态，直至1931年3月正式从海军序列中除籍，并于同年晚些时候售予拆船商。

## 设计

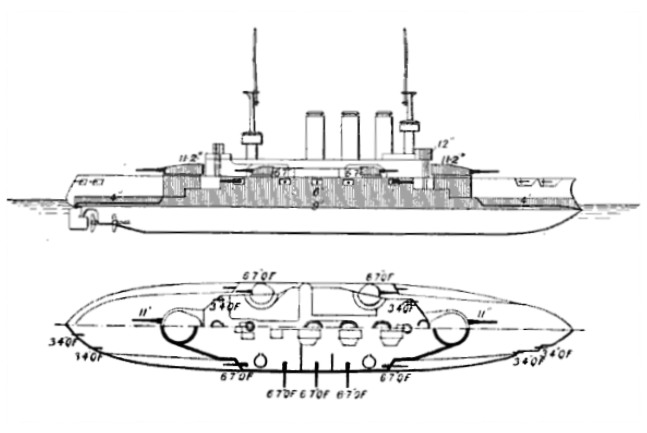
不伦瑞克级舰只线条画

1900年，由海军中将阿爾弗雷德·馮·鐵必制主导的第二部《舰队法》获得帝国议会通过，德意志帝国海军从而获得拨款用于建造建造一个全新的战列舰船级，以接替在1898年第一部《舰队法》中批准的维特尔斯巴赫级战列舰。此时，帝国海军的舰炮供应商克虏伯已经开发出口径达280毫米的速射炮；而此前采用该技术的最大口径炮仅为装备在维特尔斯巴赫级舰上的240毫米炮。海军办公室的设计部门为新战列舰采纳了280毫米炮，同时副炮口径也从150毫米增加至170毫米，原因是随着鱼雷的发展日益高效，鱼雷艇的威胁也越来越大。
尽管不伦瑞克级标志着德国早期战列舰的显著改进，但其设计依然在20世纪初的技术快速发展中成为牺牲品。1906年12月，即洛林号交付仅半年后，配备十门12英寸（300）炮的英国战列舰无畏号入役，无畏舰的革命性设计使得当时德意志帝国海军的所有主力舰都沦为过时，其中便包括洛林号及其姊妹舰。
洛林号的水线长度和全长分别为126米和127.7米，有22.2的舷宽和8.1米的前吃水。其标准排水量为13208吨，满载排水量可达14394吨。标准船员编制则为35名军官及708名水兵。舰只配备了三台三缸立式三胀蒸汽机来驱动三副螺旋桨。蒸汽由八台海军式水管锅炉和六台筒形锅炉供应，全为燃煤式。在海试过程中，洛林号于自然通风情况下的主机功率为8,513千瓦特（11,574匹公制馬力），航速为16.6節（30.7每小時）；而于六小时强制通风的情况下，其主机功率为12,202千瓦特（16,590匹公制馬力），航速为18.54節（34.34每小時）；在标柱间的平均功率为13,323千瓦特（18,114匹公制馬力），最高速度达18.7節（34.6每小時）。若保持10節（19每小時）的巡航速度，其续航距离可以达到5,200海里（9,600）。
洛林号的主炮为四门280毫米40倍径速射炮，它们安装在分居中央舰艛前后两端的两座双联装炮塔内。副炮则包括十四门170毫米40倍径速射炮和十八门88毫米45倍径速射炮。武器套件中还有六具450毫米鱼雷发射管，其中艏、艉两端各一具，两边舷侧各两具，均置于舰体的水下部分。舰只受到克虏伯生产的渗碳装甲保护。其装甲带的厚度从110毫米至250毫米不等；舰舯堡垒部分有较厚的装甲，以保护弹药舱及轮机舱，而舰体两端则覆以较薄的板材。它的甲板厚度为40毫米，主炮炮塔的装甲则有250毫米厚。

## 服役历史

### 建造－1907年

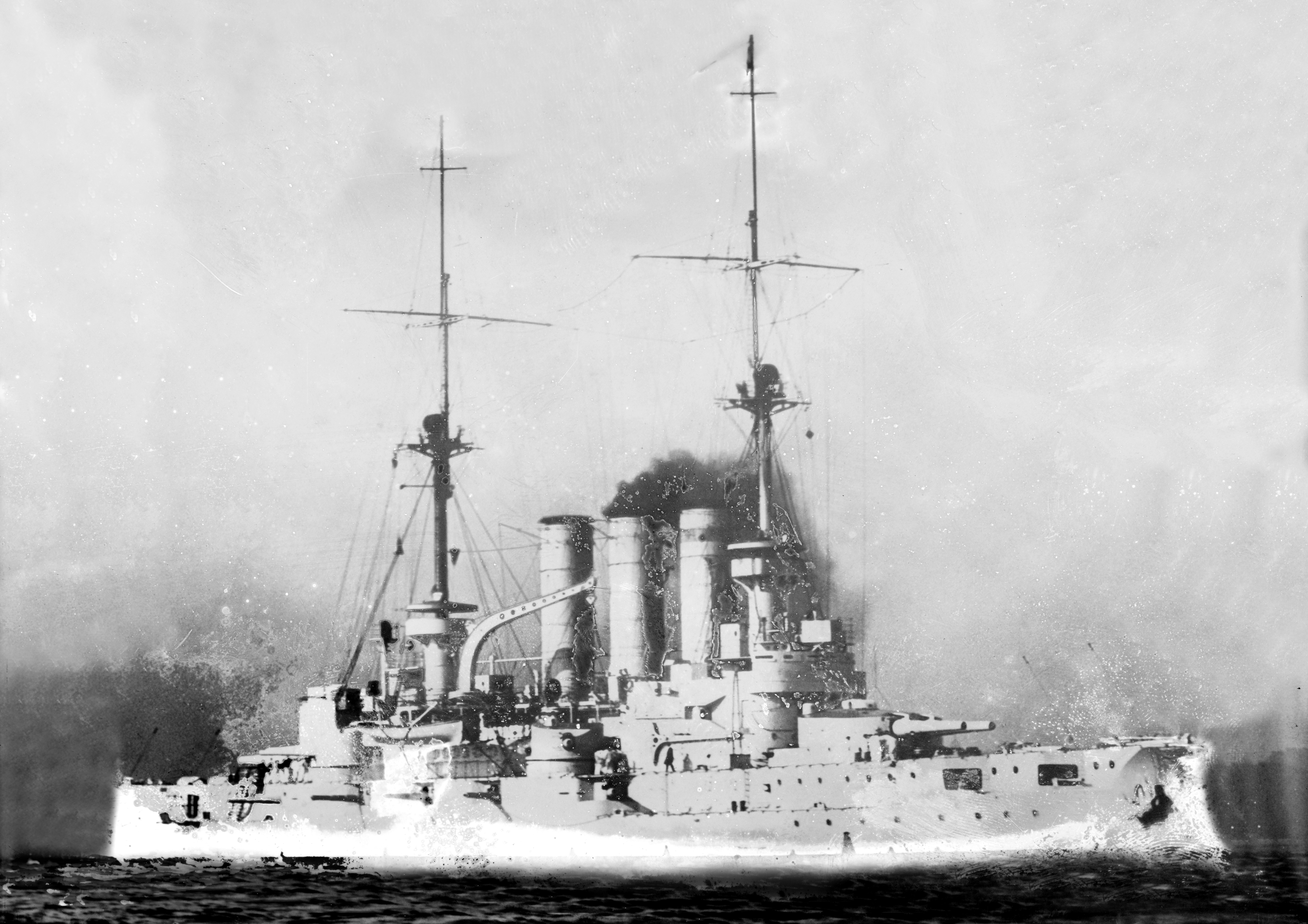
战争前的洛林号

洛林号于1902年12月在但泽的希肖船厂开始铺设龙骨，工程编号为716。作为同级的第五艘舰以及最后一艘舰，它是以合同代号“M”作为新增编入舰队的单位进行订购，建造成本为23,801,000金马克。洛林号于1904年5月27日下水；在下水仪式上，由时任阿尔萨斯-洛林总督的霍恩洛厄-朗根堡亲王赫尔曼发表演说并主持为舰只命名。舾装工作完成后，该舰于1906年5月18日投入舰队服役以进行海试。它于同年7月1日正式加入活动舰队（即公海舰队前身）的第二战列分舰队。
在1900年代初期，活动舰队主要开展广泛的训练演习和海外巡航。包括洛林号在内的主力舰于7月中旬开启前往挪威的例行夏季巡航，并于8月3日出席了挪威国王哈康七世的寿辰。翌日，德国军舰启程前往黑尔戈兰岛，加入正在那里进行的演练。舰队于1906年8月15日返回基尔，开始为秋季演习做准备。8月22日至24日，它们在基尔外围的埃肯弗德湾参加了登陆演练。演习于8月31日至9月3日暂停，当时舰队接待了来自丹麦和瑞典的军舰，然后从9月3日至9日又在基尔接待一支俄国分舰队。演习于9月8日恢复，并持续了多五天。
洛林号参与了12月8日至16日驶入卡特加特海峡和斯卡格拉克海峡的波澜不惊的冬季巡航。1907年第一季度遵循了与前一年相同的训练模式，并且在2月16日，活动舰队正式更名为公海舰队。洛林号于3月19日离开基尔前往弗利辛恩，以参加纪念荷兰海军上将米希尔·德·鲁伊特诞辰300周年的庆典。从5月底到6月初，舰队在北海展开夏季巡航，并经卡特加特海峡返回波罗的海。随后是7月12日至8月10日前往挪威的例行巡航，舰队继而进行了年度秋季演习，从8月26日持续到9月6日。演习内容包括与陆军第九军在阿彭拉德周边进行联合登陆演练。洛林号还凭借在第二分舰队内的优异射击成绩而赢得了“凯撒射术奖”（Kaiser's Schießpreis）。

### 1908－1914年
1908年2月，公海舰队在波罗的海进行了训练演习。舰队于7月17日离开基尔，穿过威廉皇帝运河进入北海，然后继续深入大西洋。时任公海舰队总司令的海军上将海因里希亲王在往年曾力推类似的巡航，认为这将使舰队为海外行动做好准备，并可打破仅在德国水域训练的单调局面——尽管英德两国已在不断发展的海军军备竞赛上关系高度紧张。舰队于8月13日返回德国。秋季演习从8月27日持续到9月12日。同年晚些时候，舰队还巡访了德国的沿海城市，以答谢民众对海军增加开支的支持。下一次驶入大西洋的巡航于1909年7月7日至8月1日进行。在返回德国途中，公海舰队在斯皮特海德受到了英国皇家海军的迎接。
同年末，海军上将亨宁·冯·霍尔岑多夫就任公海舰队总司令。他的任期被烙上了战略实验的印记，这是由于水下武器造成的威胁日益增加，而新的拿骚级战列舰太宽而无法通过威廉皇帝运河。因此，舰队驻地于1910年4月1日从基尔转移至威廉港。1910年5月，舰队在卡特加特海峡进行训练演习。此举符合霍尔岑多夫的战略，他设想将英国皇家海军吸引至那里的狭窄水域。年度夏季巡航是前往挪威，随后是舰队训练，期间还于8月29日在但泽举行了一次海上阅兵。进入波罗的海的训练巡航于年底进行。1911年3月，舰队在斯卡格拉克海峡和卡特加特海峡进行了舰队训练，但这一年的秋季演习仅限于驶至波罗的海和卡特加特海峡。演习期间，舰队为来访的奥匈帝国使团而举行了另一次海上阅兵，检阅者包括奥匈皇储弗朗茨·斐迪南大公及海军总司令鲁道夫·蒙特库科利。
洛林号于1912年2月被派往小贝尔特海峡，协助受海冰和恶劣天气威胁的商船。1912年中期，由于阿加迪尔危机，夏季巡航仅限于波罗的海，以避免在与英国和法国的紧张局势加剧期间暴露舰队。洛林号于同年8月3日至7日到访了梅梅尔。1913年1月30日，霍尔岑多夫被解除了舰队总司令的职务，这在很大程度上是因为德皇威廉二世对其战略眼光不满意。8月下旬，第二分舰队在秋季演习开始时穿越威廉皇帝运河抵达黑尔戈兰岛；这次航行是引人瞩目的，因为运河已经关闭了一年多，为了允许体积更大的无畏舰通行而进行了扩建。进一步的训练演习于11月进行。
1914年于5月2日，洛林号出席了在森讷堡举行的庆祝普丹战争迪伯尔战役胜利50周年的纪念活动；与它同行的还有姊妹舰黑森号、普鲁士号、战列舰西里西亚号以及大巡洋舰布吕歇尔号。7月，洛林号又参与了前往挪威的舰队巡航，但这次巡航受到奥匈大公弗朗茨·斐迪南遇刺而引发的七月危机以及随后国际紧张局势加剧的影响而中断。7月25日，船员们获悉奥匈帝国向塞尔维亚发出最后通牒，洛林号遂于翌日离开挪威与舰队余部会合。该舰原定于7月30日置入预备役支队，但第一次世界大战的爆发中断了这一计划，它仍须继续服役。

### 第一次世界大战

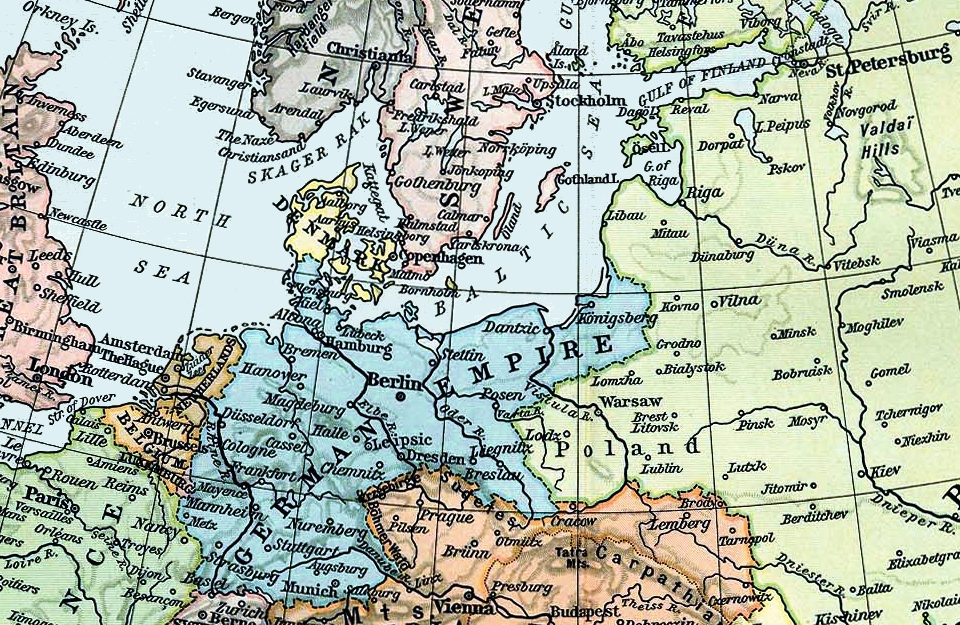
1911年的北海及波罗的海时局图

1914年8月战争爆发后，海军参谋本部将第二分舰队部署至德意志湾，以保卫德国海岸免受德国人认为迫在眉睫的英国皇家海军大规模攻击。洛林号及其分舰队余部驻扎在易北河河口，对在海湾执行巡逻任务的舰艇提供支援。当明确了英国人不会袭击公海舰队后，德国人便开始了一系列的行动，旨在引诱并歼灭在数量上占优势的英国大舰队的部分兵力。通过实现兵力的大致均等，帝国海军就可以在北海南部发动决定性的战役。
公海舰队执行的首次类似行动是1914年12月15－16日的突袭斯卡布罗、哈特尔浦及惠特比。当海军少将弗朗茨·冯·希佩尔的战列巡洋分舰队袭击沿海城镇时，主力舰队会提供远程支援。12月25日夜晚，由十二艘无畏舰和八艘前无畏舰组成的战列舰编队一度驶至距离英国一个孤立分舰队的六艘战列舰约10海里（19）的范围内。然而，与对方屏护驱逐舰之间在黑暗中的零星冲突使得英格诺尔确信，自己面对的是整个大舰队。根据威廉二世的命令，若不能确保胜利则避免战斗，英格诺尔遂中断了交战并调转战列舰返回德国。
1916年2月，海军参谋本部认为，面对更现代化的舰艇，前无畏舰已不再是有效的军舰；因此，第二分舰队的舰艇逐渐从公海舰队中撤出，重新分配到丹尼斯海峡和德意志湾执行海岸防御任务。据此，洛林号成为该部队于2月19日撤出的第一艘舰，转而前往丹尼斯海峡的封闭水域安装鱼雷防御网，以保护潜艇免受其攻击。此外，由于该舰当时的舰况糟糕，需要进行大量维修。这些工程完结后，它于7月14日返回服役，并于8月底轮替黑森号在丹尼斯海峡担当警戒值勤。
洛林号此后一直在海峡担任警戒舰，直至1917年9月被汉诺威号战列舰取代。洛林号遂继续前往威廉港，于9月15日在当地退役。在接下来的一个月里，该舰被解除武装并被改造为一艘训练舰。它于10月16日开始从事这一职能，船员编制有所减少。除了培训新入役的海军船员，它还被用来训练轮机舱人员。洛林号一直服役至1918年11月11日战争结束。从11月17日到12月16日，它还曾担任第四战列分舰队的总部舰。

### 战后生涯
战争结束后，德国与协约国签订了《凡尔赛条约》，德意志帝国海军改组为国家海军。根据第181项条款，新海军获准保留八艘前无畏舰，其中两艘将作为岸防储备。普鲁森号是被选中继续在国家海军服役的军舰之一。与姊妹舰普鲁士号一样，洛林号于1919年在威廉港的国家海军船厂改装为浅层扫雷艇（F艇）的供应母舰；其甲板两边舷侧设计了各可搭载十四艘扫雷艇的支架，鹅颈式吊杆被改为臂式，并通过该装置升降扫雷艇。
洛林号加入第十半区舰队从事这一职能，直到《凡尔赛条约》要求的扫雷工作完成。1920年3月2日，该舰被置于备用状态，直至1931年3月24日，国家总统保罗·冯·兴登堡颁布了处理洛林号的命令。因此，它于3月31日正式从海军序列中除籍。同年，国家海军以269,650马克的价格将其售予拆船商。洛林号随后被拆解报废；但拆解地点并不明确。根据海军历史学家埃里希·格勒纳的观点，洛林号是在汉堡的布洛姆与福斯船厂报废；而历史学家汉斯·希尔德布兰德、阿尔贝特·勒尔和汉斯-奥托·施泰因梅茨则认为该舰是在威廉港拆解。

## 延伸阅读
- Dodson, Aidan; Cant, Serena. . Barnsley: Seaforth Publishing. 2020. ISBN 978-1-5267-4198-1.
- Koop, Gerhard & Schmolke, Klaus-Peter. . Bonn: Bernard & Graefe Verlag. 2001. ISBN 978-3-7637-6211-8.